# Бершадская, Татьяна Сергеевна
Татьяна Сергеевна Бершадская (4 июля 1921, Петроград — 8 мая 2021) — советский и российский музыковед

, музыкант-теоретик, доктор искусствоведения, профессор Санкт-Петербургской государственной консерватории имени Н. А. Римского-Корсакова, заслуженный деятель искусств Российской Федерации (1992).

## Биография
Отец — Сергей Владимирович Бершадский, дирижёр, композитор, ученик Н. А. Римского-Корсакова. Мать — Нина Григорьевна Северьянова.
Окончила Музыкальное училище имени Н. А. Римского-Корсакова (1940, историко-теоретическое отделение), в том же году поступила в Ленинградскую консерваторию на историко-теоретический факультет.
Войну и блокаду провела в Ленинграде. С 1 июня по 31 декабря 1942 года работала в военно-ремонтных мастерских. С 1943 года — музыкальный воспитатель в детских садах своего района. С возвращением консерватории из эвакуации возобновила занятия.
Окончила консерваторию (класс Ю. Н. Тюлина) в 1947 году, аспирантуру (класс Х. С. Кушнарёва) в 1951 году, защитила кандидатскую диссертацию в 1954 году. Тема «Основные композиционные закономерности многоголосия русской народной (крестьянской) песни». С 1945 года преподаватель гармонии и формы в Музыкальном училище имени Н. А. Римского-Корсакова, с 1951 года также в консерватории (с 1960 доцент, с 1979 профессор).
С 1960-х годов занималась теоретическими проблемами гармонии и лада как всеобщих категорий музыки (см. Лад (музыка)). В 1978 году вышла книга «Лекции по гармонии» (2-е изд. 1985, 3-е изд. 2004), обобщившая результаты исследований (докторская диссертация по материалам книги, 1985).
Среди учеников — музыковеды В. Г. Карцовник, П. А. Чернобривец, Е. Титова, Ж. Пяртлас, Т. Тимонен, композиторы Ю. А. Фалик, М. Хоссейни, А. Белобородов, дирижёры Н. Ярви, Ю. Симонов и другие.

## Книги
- Основные композиционные закономерности многоголосия русской народной крестьянской песни. Л.: Музгиз, 1961.
- Курс теории музыки / Т. С. Бершадская и др.; ред. А. Л. Островский. Л.: Музыка : Ленингр. отделение, 1988 (3-е изд.) [1-е изд. 1978, 2-е изд. 1984].
- Нетрадиционные формы письменных работ по гармонии в консерваториях. СПб.: Композитор • Санкт-Петербург, 2001 (1-е изд. 1982).
- Лекции по гармонии. СПб.: Композитор • Санкт-Петербург, 2003 (3-е изд.) [1-е изд. 1978; 2-е изд., расшир. и доп., 1985].
- Гармония, как элемент музыкальной системы. СПб.: Ut, 1997.
- Статьи разных лет. СПб.: Союз художников, 2004.
- В ладах с гармонией, в гармонии с ладами: очерки. Санкт-Петербург, 2011. 94 с.
- Статьи разных лет - 2. Санкт-Петербург, Композитор, 2019.

## Награды
- Орден Дружбы (02.02.2004) — за многолетнюю плодотворную деятельность в области культуры и искусства[2]
- Заслуженный деятель искусств Российской Федерации (31.12.1992) — за заслуги в области музыкального искусства[3]
- Медали